# Pej Vahdat
Pejman „Pej“ Vahdat (geboren in San José, Kalifornien) ist ein persisch-amerikanischer Schauspieler.

## Leben und Karriere
Pej Vahdat hat deutsche Vorfahren und lebte als Kind für kurze Zeit in Frankfurt. Den überwiegenden Teil seiner Kindheit verbrachte er jedoch in seinem Geburtsort San José. Seine Leidenschaft für das Schauspielern entdeckte er, als er in seiner Schule einen Theaterkurs besuchte. Zu seiner Studienzeit besuchte er die San Diego State University in Südkalifornien.
Vor seiner Rolle als Arastoo Vaziri in Bones – Die Knochenjägerin spielte er in diversen Werbungen für Domino’s Pizza und Wendy’s mit und hatte einige Gastauftritte in verschiedenen Fernsehserien, wie beispielsweise Sleeper Cell (2005), Arrested Development (2006), Dr. House (2007), Mind of Mencia (2006–2007), Valentine (2008), The Unit – Eine Frage der Ehre, Lie to Me (2009) und Grey’s Anatomy (2010).
2010 spielte er in der Showtime-Serie Shameless in etlichen Folgen die Rolle des Kash, 2011 hatte er in der Krimiserie Navy CIS: L.A.einen Gastauftritt sowie 2018 in der Fernsehserie Navy CIS (Staffel 15 Folge 24).

## Filmographie (Auswahl)
- 2005: Sleeper Cell
- 2006: Arrested Development (Fernsehserie, 1 Episode)
- 2007: Dr. House (Fernsehserie, 1 Episoden)
- 2006–2007: Mind of Mencia
- 2008: Valentine
- 2008–2017: Bones – Die Knochenjägerin (Fernsehserie, 31 Episoden)
- 2009: Lie to Me (Fernsehserie, 1 Episode)
- 2011: Grey’s Anatomy (Fernsehserie, 1 Episode)
- 2011: Shameless - Staffel 1
- 2014: Dallas (Fernsehserie, 4 Episoden)
- 2017:  Lucifer (Fernsehserie, 1 Episode)
- 2017: The Good Doctor (Fernsehserie, 1 Episode)
- 2017–2018: Arrow (Fernsehserie, 4 Episoden)
- 2018–2020: Empire (Fernsehserie, 13 Episoden)
- 2018: Navy CIS (NCIS, Fernsehserie, 2 Episoden)
- 2018: Elementary (Fernsehserie, 1 Episode)
- 2022–2024: The Old Man (Fernsehserie, 7 Episoden)
- 2024: Tracker (Fernsehserie, 3 Episoden)